# ماركو أنطونيو بالاسيوس
ماركو أنطونيو بالاسيوس (بالإسبانية: Marco Antonio Palacios) (6 مارس 1981 بمدينة مكسيكو في المكسيك - ) هو لاعب كرة قدم مكسيكي في مركز حراسة المرمى. لعب مع نادي أونيفرسيداد ناسيونال وتيبورونيس روخوس دي فيراكروز ونادي موريليا الرياضي وAlbinegros de Orizaba ‏.

## وصلات خارجية
- ماركو أنطونيو بالاسيوس على موقع قاعدة بيانات كرة القدم.إي يو (الإنجليزية)
- ماركو أنطونيو بالاسيوس على موقع Soccerway.com (الإنجليزية)
- ماركو أنطونيو بالاسيوس على موقع AS.com (الإسبانية)